# I. legija Parthica
Prva partska legija (latinsko Legio prima Parthica), rimska legija, ki jo je leta 197 ustanovil cesar Septimij Sever. Legija je bila na Srednjem vzhodu aktivna še na začetku 5. stoletja. Njen simbol je bil kentaver.
I., II. in III. partsko legijo je ustanovil cesar Septimij Sever za svoj pohod proti Partskemu cesarstvu. Po uspešnem pohodu sta I. in III. legija ostali na vzhodu. Njuna baza je bila v Singari v sedanjem severnem Iraku, njuna naloga pa varovanje cesarstva pred napadi iz Partskega cesarstva.
Legionarje iz I. partske legije so pogosto pošiljali v druge province, večinoma v Likijo, Kilikijo in Cirenajko. 
Leta 360 I. legiji ni uspelo obraniti svojega tabora pred napadom Sasanidov. Po porazu je bila premeščena v Nisibis v sedanji Turčiji, kjer je ostala, dokler se ni mesto leta 363 vdalo Sasanidom. Po vdaji so legijo premestili v Konstantino v Osroeni, kjer je zadnjikrat omenjena v 5. stoletju. 

## Vir
- E. Ritterling, Legio (I Parthica), Paulys Realencyclopädie der classischen Altertumswissenschaft,  XII. zvezek, 2, Stuttgart, 1925, str. 1435–1436.
- A. MacBride, Imperial Roman Legionary Ad 161-284, Osprey Publishing, 2003, ISBN 1-84176-601-1.
- J. Lindering, Legio I Parthica, Livius.org,  Arhivirano 2014-11-03 na Wayback Machine.. Pridobljeno dne 13. decembra 2012.